# Sven Vintappares gränd

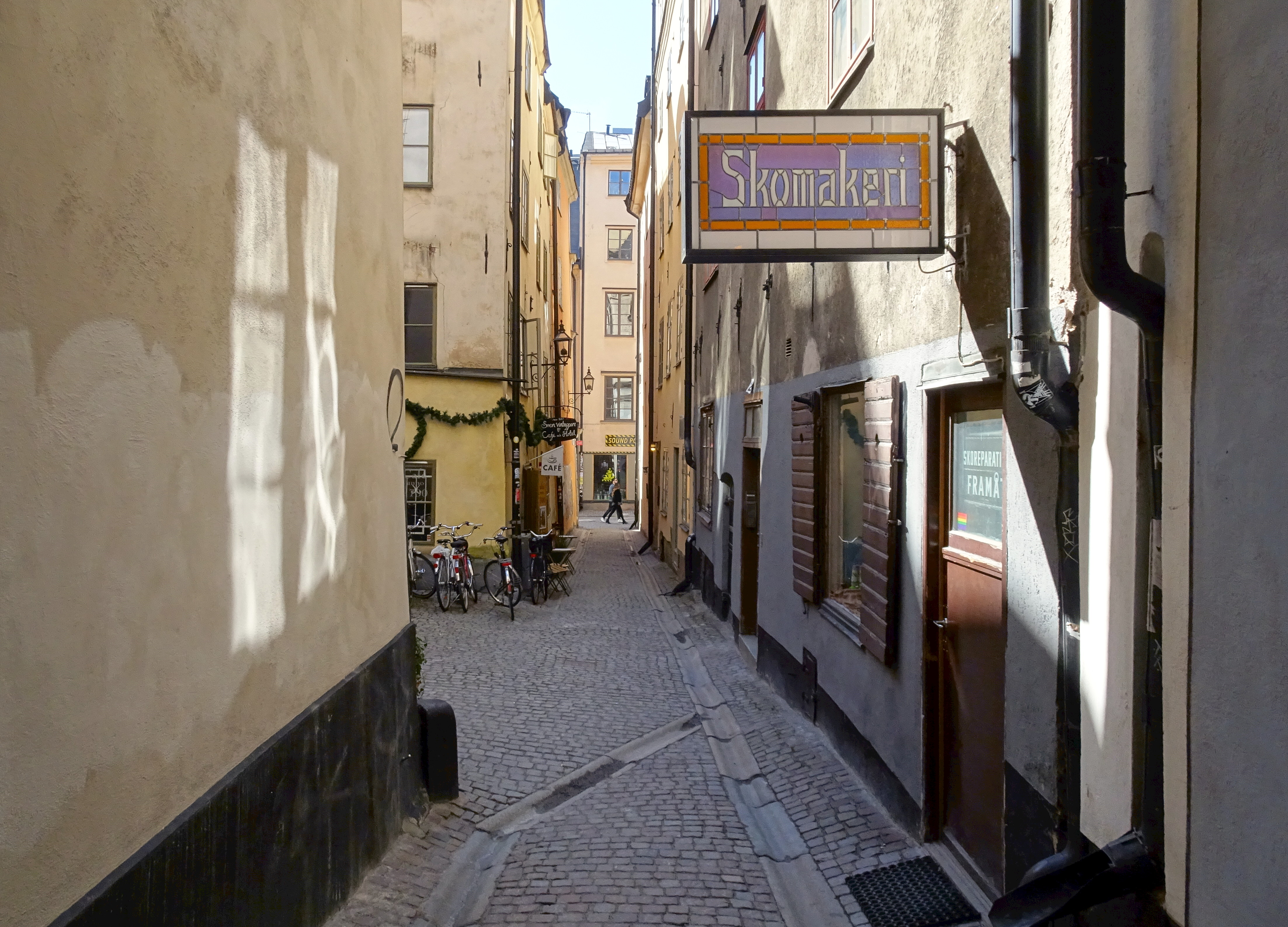
Sven Vintappares gränd sedd västerut, med Sven Vintappares torg t.v.

Sven Vintappares gränd ligger i Gamla stan, Stockholm. Den sträcker sig mellan Västerlånggatan och Stora Nygatan. Ursprungligen fortsatte den västerut fram till stadens västra stadsmur och Lejontornet.
Gränden Swen Wintapperes grendh har säkerligen fått sitt namn efter vintappare Sven Staffansson, (Kong:e M:ttz tro tienere och wintappare). Han finns nämnd ett flertal gånger i stadens tänkeböcker 1584-88 i samband med husaffärer och ägde enligt Tord O:son Nordberg ett hus i kvarteret Galatea. Enligt Björn Hasselblad (Stockholmskvarter) ägde han ett hus i kvarteret Alcmene.
Vera Siöcrona bodde en längre tid i Sven Vintappares gränd och det är henne Evert Taubes sjunger om i sin visa Vera i Vintappargränd.